# 轟 (大分県佐伯市)
轟（ととろ）は、大分県佐伯市宇目にある地区。地区内にあるととろというバス停で有名である。

## 概要
大分県佐伯市の南部、宮崎県との県境近くにあり、2005年3月3日に旧佐伯市と南海部郡8町村とが合併する前は宇目町に属していた。
大分県豊後大野市と宮崎県延岡市とを結ぶ国道326号から、佐伯市宇目南田原にあるととろ入口交差点で分岐して宮崎県道・大分県道6号日之影宇目線に入り、宮崎県西臼杵郡日之影町方向に約1.5 km進んだところにある。地区には、五ヶ瀬川水系の一級河川北川（田代川）の支流が流れている。
この地区にあるバス停に映画『となりのトトロ』の登場人物のパネルが置かれたことから、ととろの里として知られるようになった。なお、『となりのトトロ』の舞台のモチーフは狭山丘陵等であるとされており、この地区との直接の関係はない。

## ととろバス停
1949年（昭和24年）4月5日に、大分バスが佐伯市市街地から轟地区を通って木浦鉱山に向かう佐伯 - 木浦線を開設。当時のバスは木炭を燃料とするボンネットバスであった。1959年（昭和34年）に地区の住民が総出で子供の通学のために手作りの待合所を設置し、やがて大分バスの公認の待合所となった。木造にトタン屋根で作られた待合所は、道幅が狭いため小川に丸太を渡し、その上に張り出すように設けられていた。
1988年（昭和63年）に映画『となりのトトロ』が公開され、それからしばらく経った1997年（平成9年）9月21日、バス停にベニヤ製のネコバスが置かれているのが見つかった。誰が置いたのかは分からなかったが、その後、『となりのトトロ』の登場人物サツキとメイ姉妹のパネルや人形、トトロの看板が次々と置かれるようになり、これが口コミで広がって、2000年（平成12年）10月27日の大分合同新聞等のマスコミでも報じられたことから、観光客が集まるようになった。
人気をよび続けてきた待合所は、2004年（平成16年）9月7日の台風18号で飛ばされて倒壊してしまったが、9月17日には古材を使用した新しい小屋が完成した。新しい材料で建て替えるとこれまでのイメージを損なうということで宇目町（当時）では困惑したが、再建されたバス停は町内の大工の協力で、屋根も杉の皮葺きで顔料によって杉材に汚し塗装が施されるなど、半世紀が経過した倒壊以前の古びたバス停の雰囲気がそのまま再現された。
2013年（平成25年）4月1日のダイヤ改正により、小野市小前 - 木浦鉱山間の路線が廃止され、このバス停を通る唯一の路線がなくなった。しかし、存続を望む地元の声に応えて、バス停は撤去されず残っていた。その後、老朽化のため2015年2月下旬に地区住民の土地提供により、80 m程離れた場所に移設、修復され佐伯市コミュニティバス（デマンド運行）のバス停として活用されることになった。
現在は、バス停から約150 mのところにトトロの森と名付けられた小公園が整備されており、かつてバス停に置かれていたネコバスのパネル等が移設されるとともに、トトロの人形が数多く置かれている。

## 周辺
- 道の駅宇目 - 轟地区から車で約10分の場所にある。なお、この道の駅に隣接してととろの森 うめキャンプ村[10]があるが、この施設と轟地区のトトロの森とは直接の関係はない。
- 北川ダム
- 唄げんか大橋